# SES-10
SES-10 — геостационарный спутник связи, принадлежащий люксембургскому спутниковому оператору, компании SES. Спутник предназначен для предоставления телекоммуникационных услуг для Мексики, Центральной Америки, Карибских островов, испаноязычных стран Южной Америки и Бразилии.
Построен на базе космической платформы Eurostar-E3000 компанией Airbus Defence and Space, контракт был подписан в феврале 2014 года. Стартовая масса спутника составляет 5281,7 кг. Производимая мощность — 13 кВт. Будет использовать двигательную установку на двухкомпонентном химическом топливе для достижения точки стояния на геостационарной орбите и электрические (плазменные) двигатели для удержания позиции и маневрирования. Ожидаемый срок службы спутника — 15 лет.
На спутник установлено 55 транспондеров Ku-диапазона.
Спутник будет располагаться на орбитальной позиции 67° западной долготы и призван заменить спутники AMC-3 и AMC-4, которые были запущены в 1997 и 1999 годах соответственно и приближаются к завершению срока своей эксплуатации.
30 августа 2016 года было объявлено о соглашении между компаниями SES и SpaceX, по запуску спутника SES-10 ракетой-носителем Falcon 9 с повторно используемой первой ступенью, вернувшейся на плавающую платформу «Of Course I Still Love You» в апреле 2016 года, после запуска грузового корабля Dragon в рамках миссии снабжения SpaceX CRS-8. Запуск планировался на ноябрь 2016 года, но был отложен из-за аварии Falcon 9 в сентябре.
16 января 2017 года спутник был доставлен из Тулузы (Франция) на мыс Канаверал для подготовки к запуску.
27 марта был выполнен предстартовый испытательный прожиг первой ступени на стартовой площадке.

Запуск ракеты-носителя Falcon 9 c впервые повторно используемой первой ступенью состоялся 30 марта 2017 года в 22:27 UTC со стартового комплекса LC-39A, расположенного на территории Космическом центре имени Кеннеди. Первая ступень во второй раз успешно села на платформу «Of Course I Still Love You».

## Фотогалерея

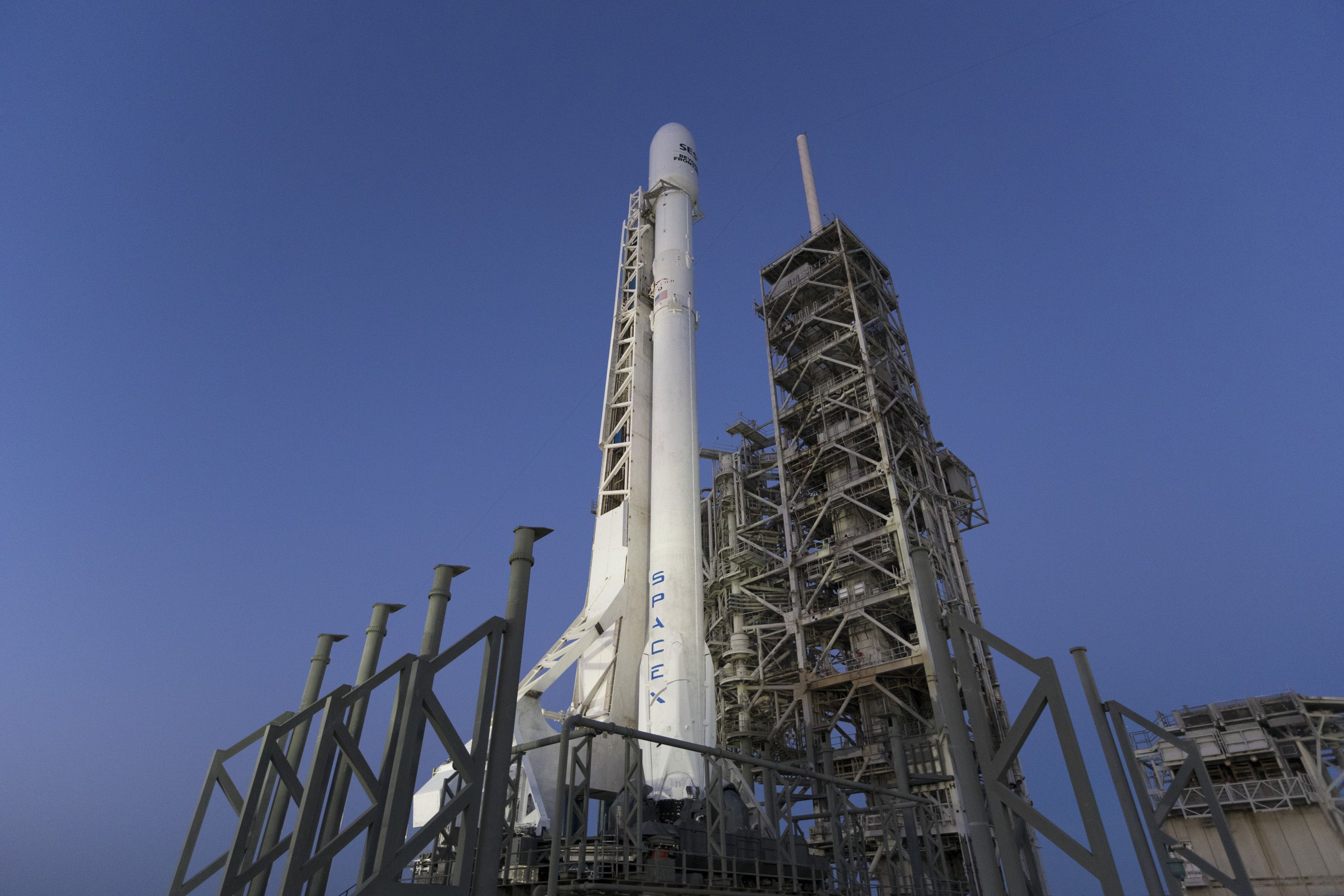
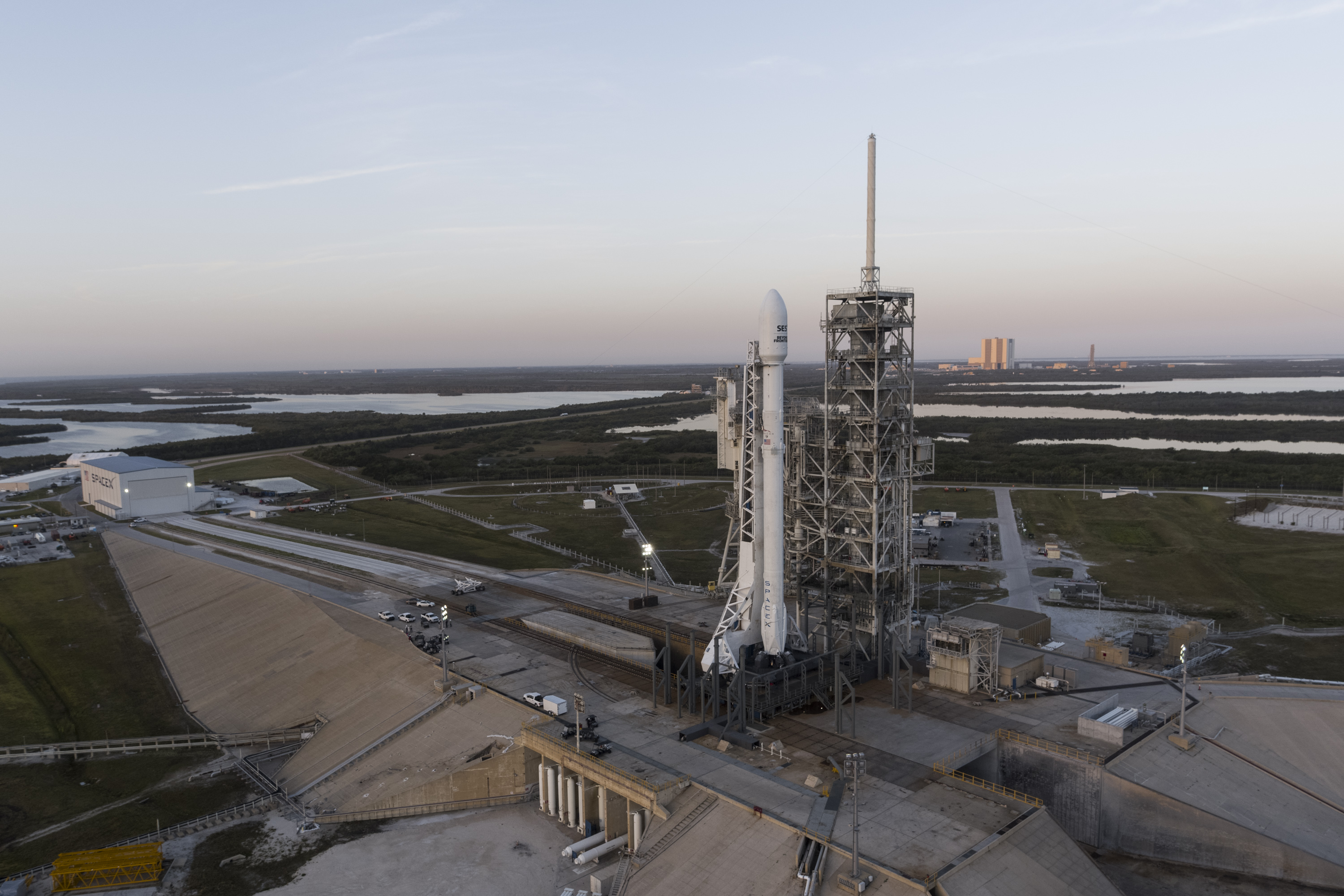
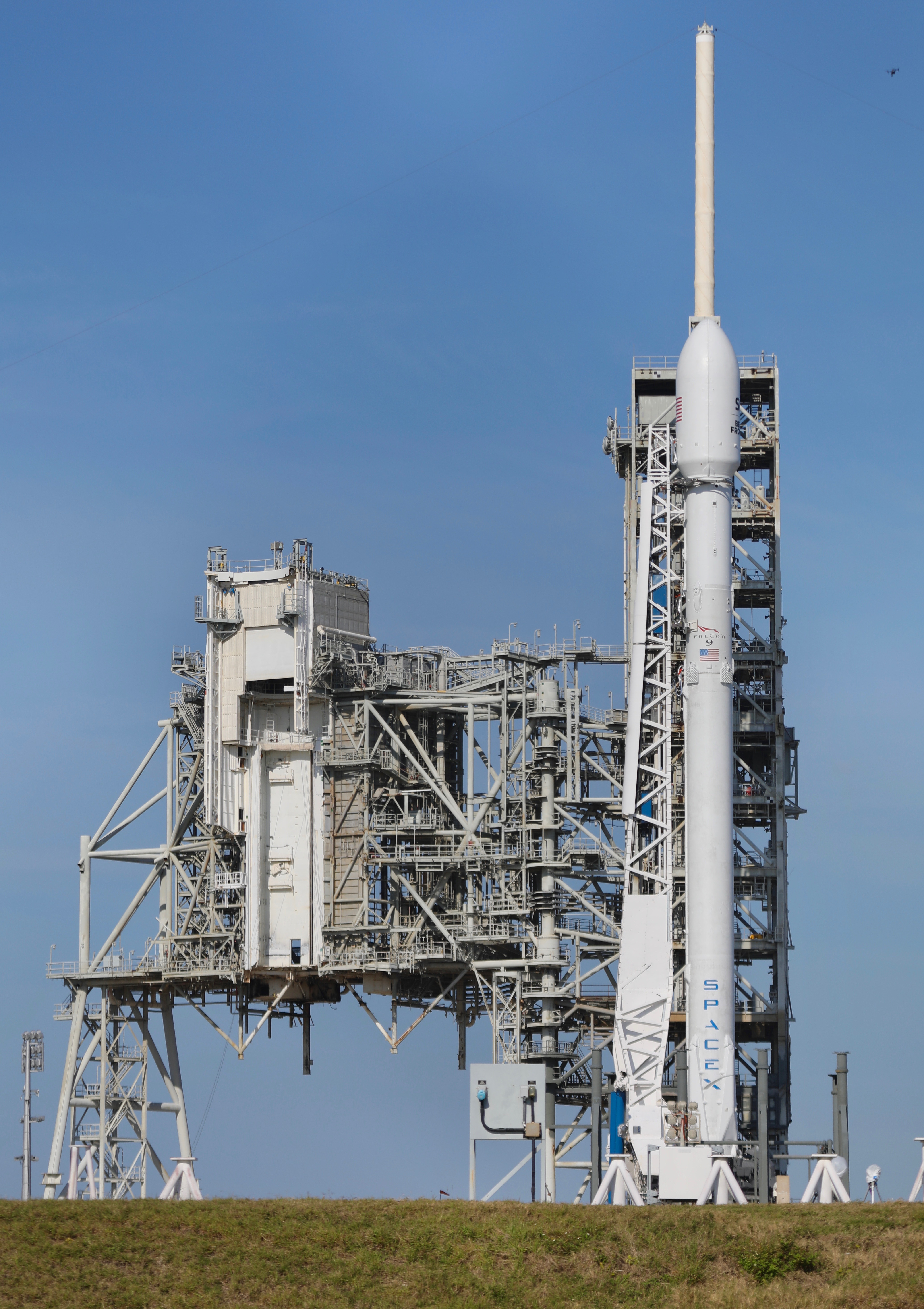

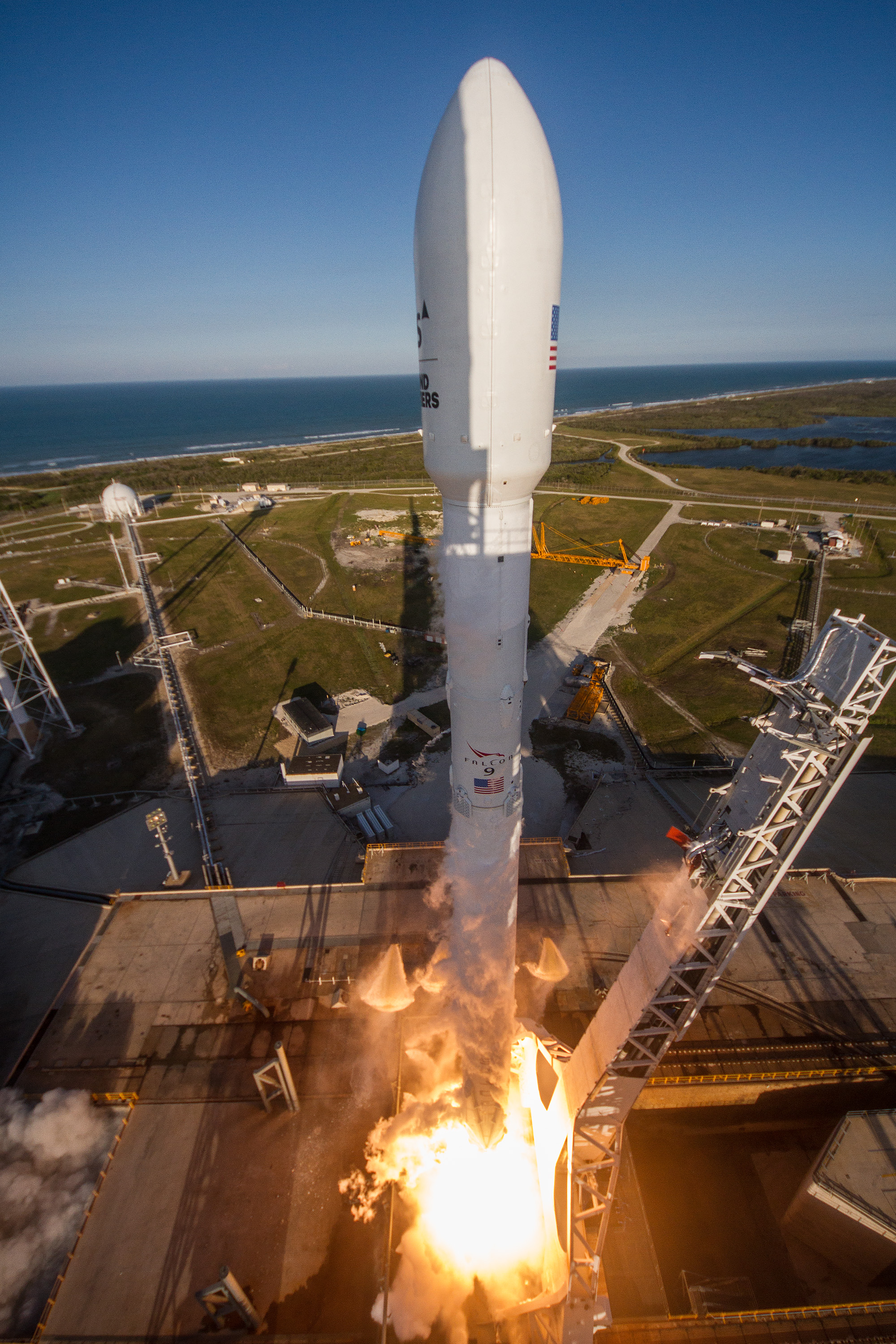
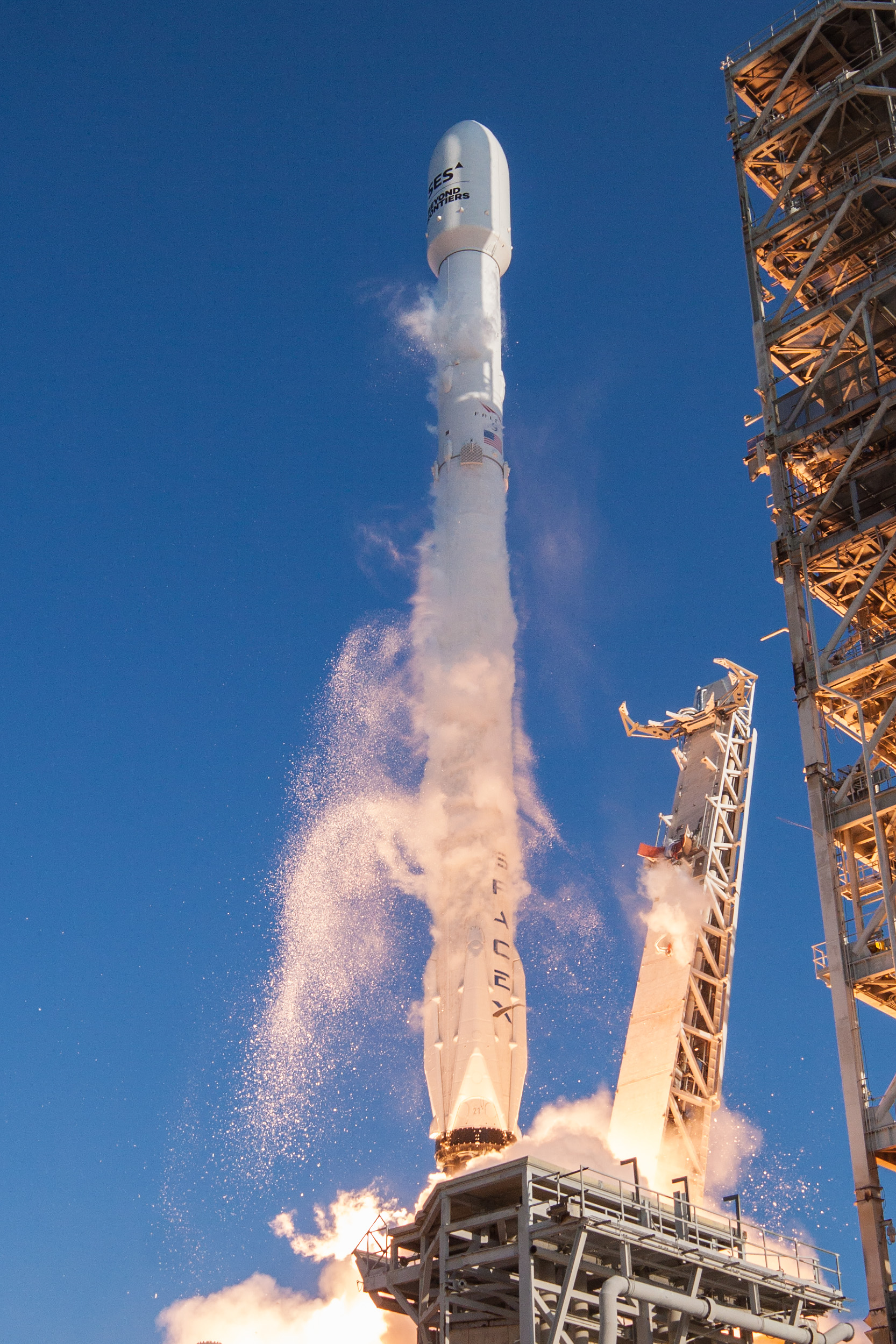
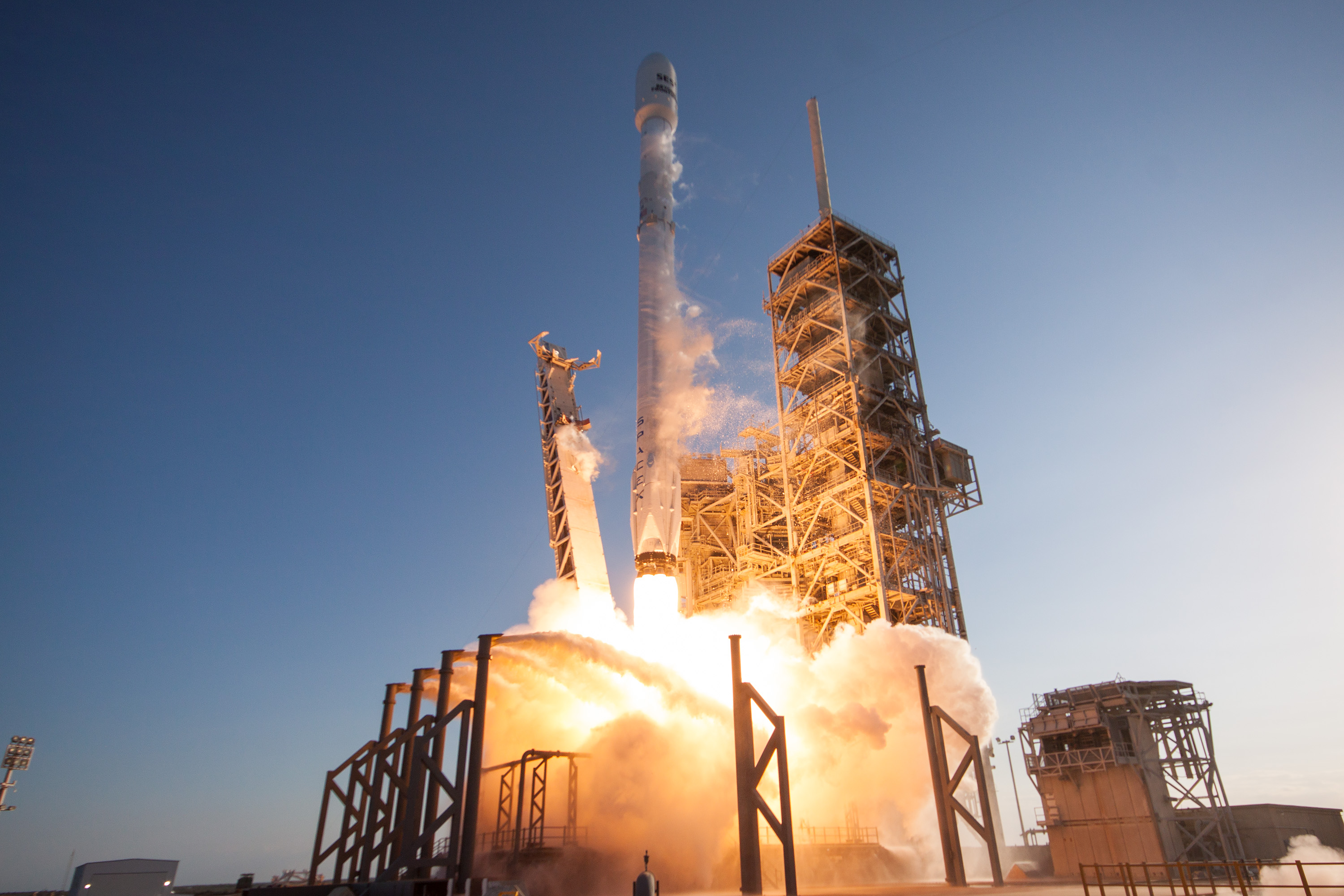
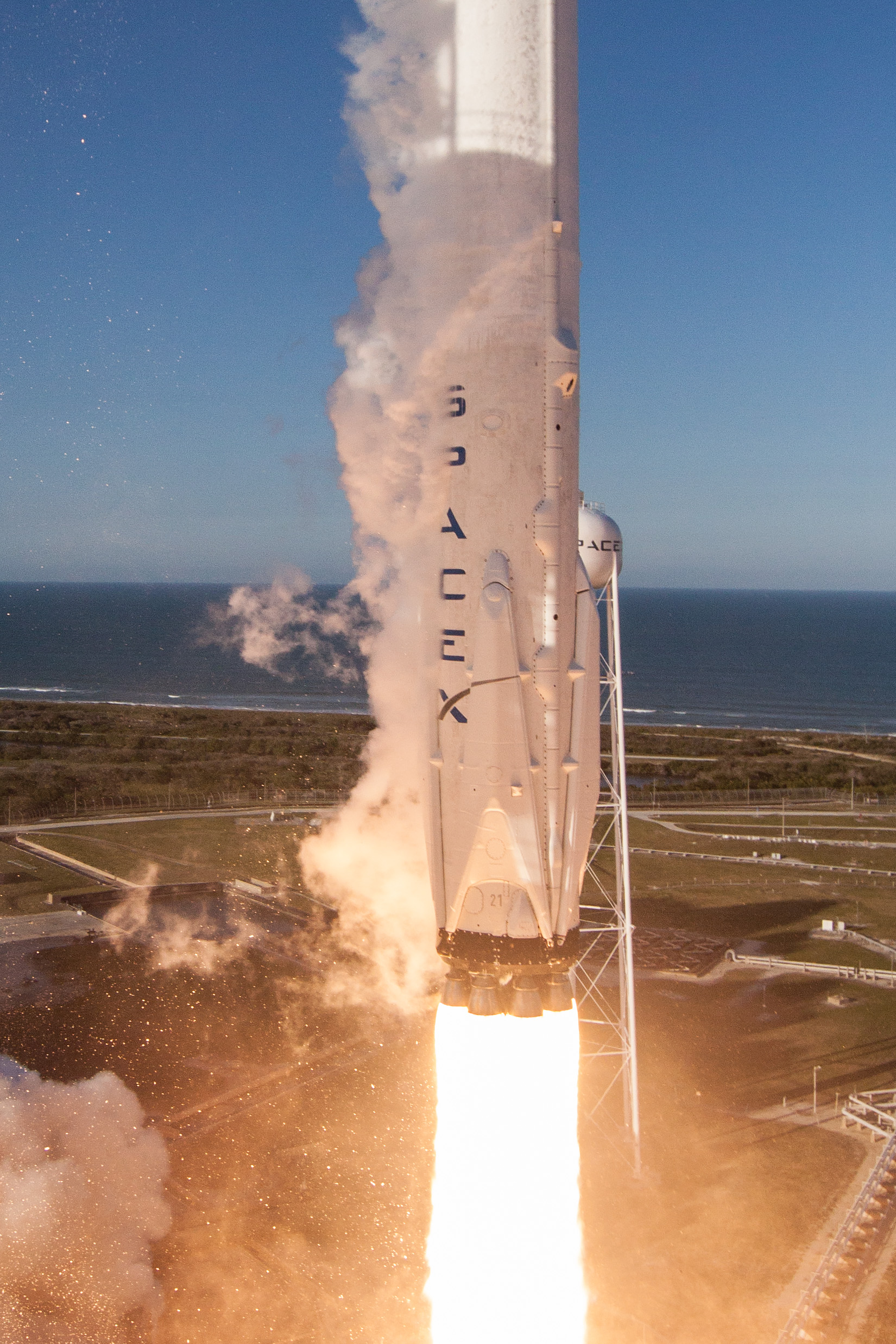

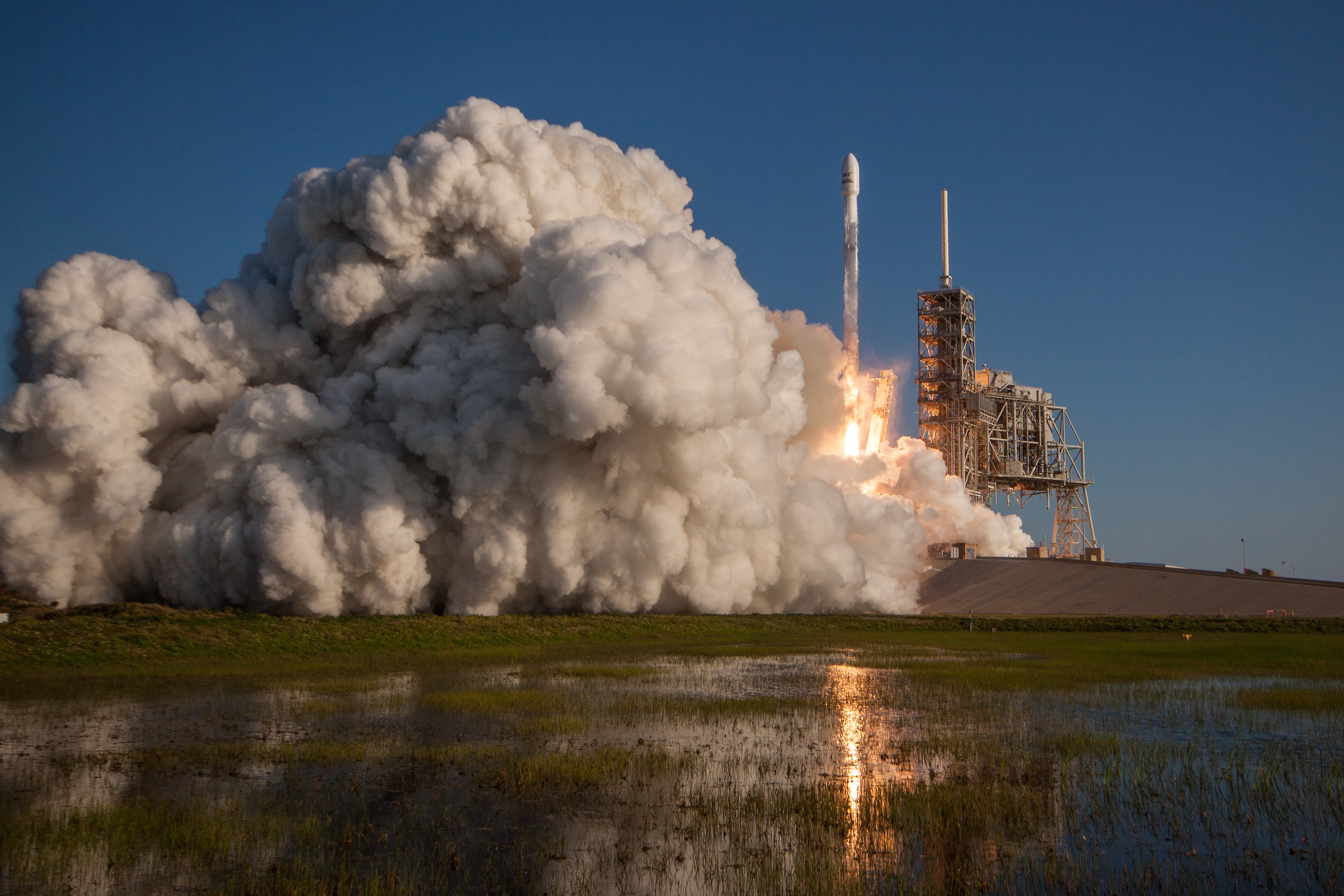
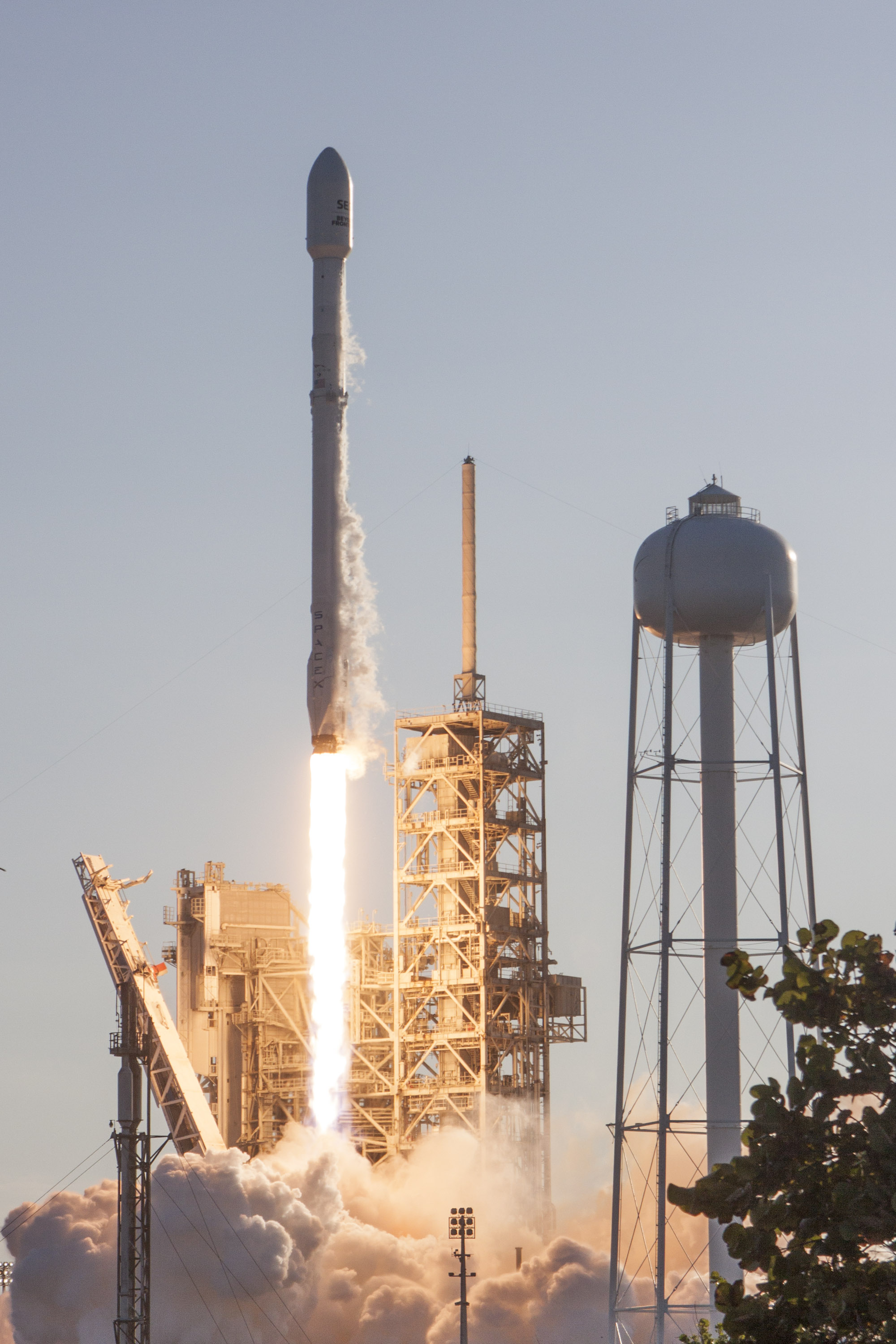
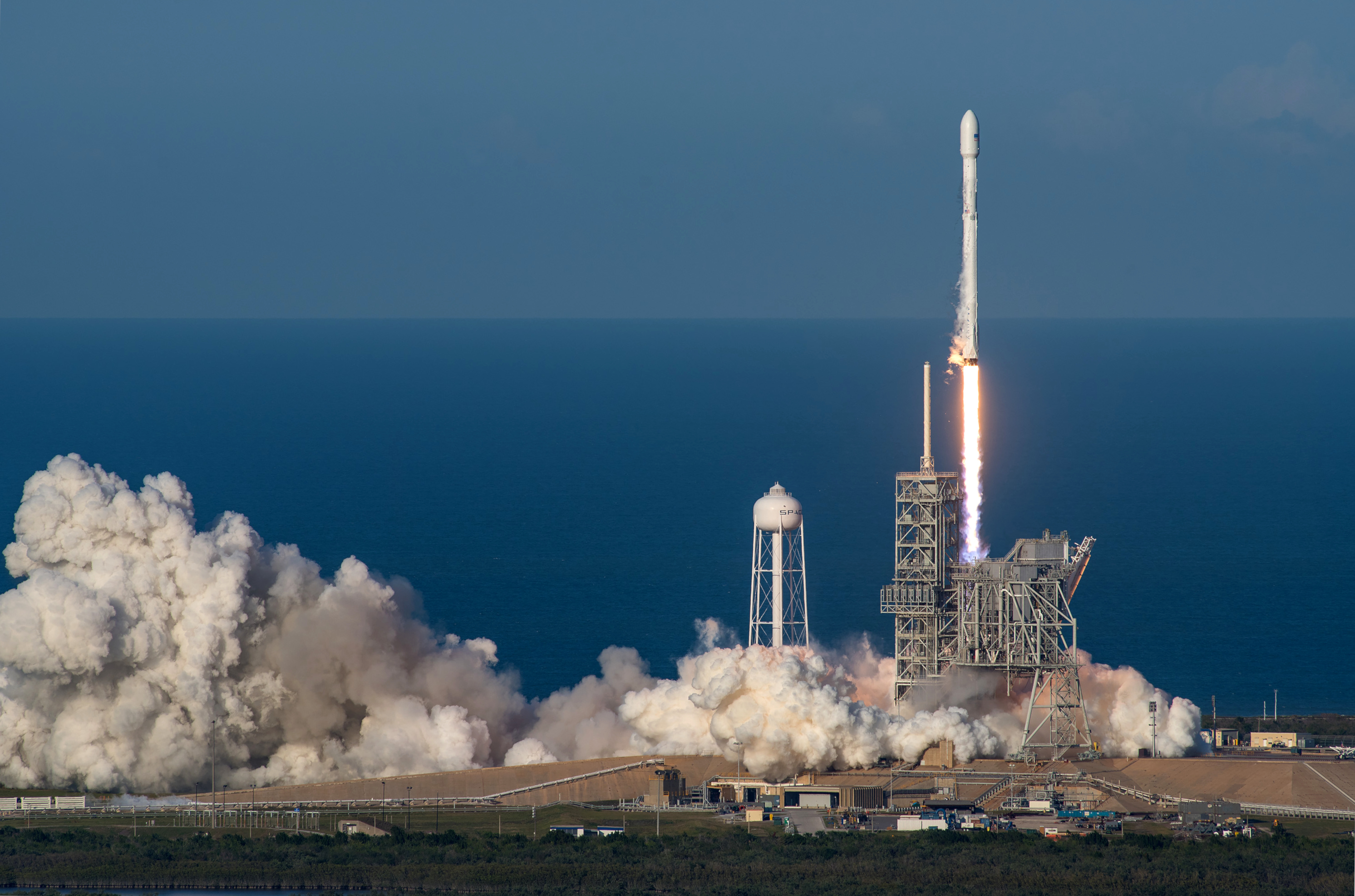

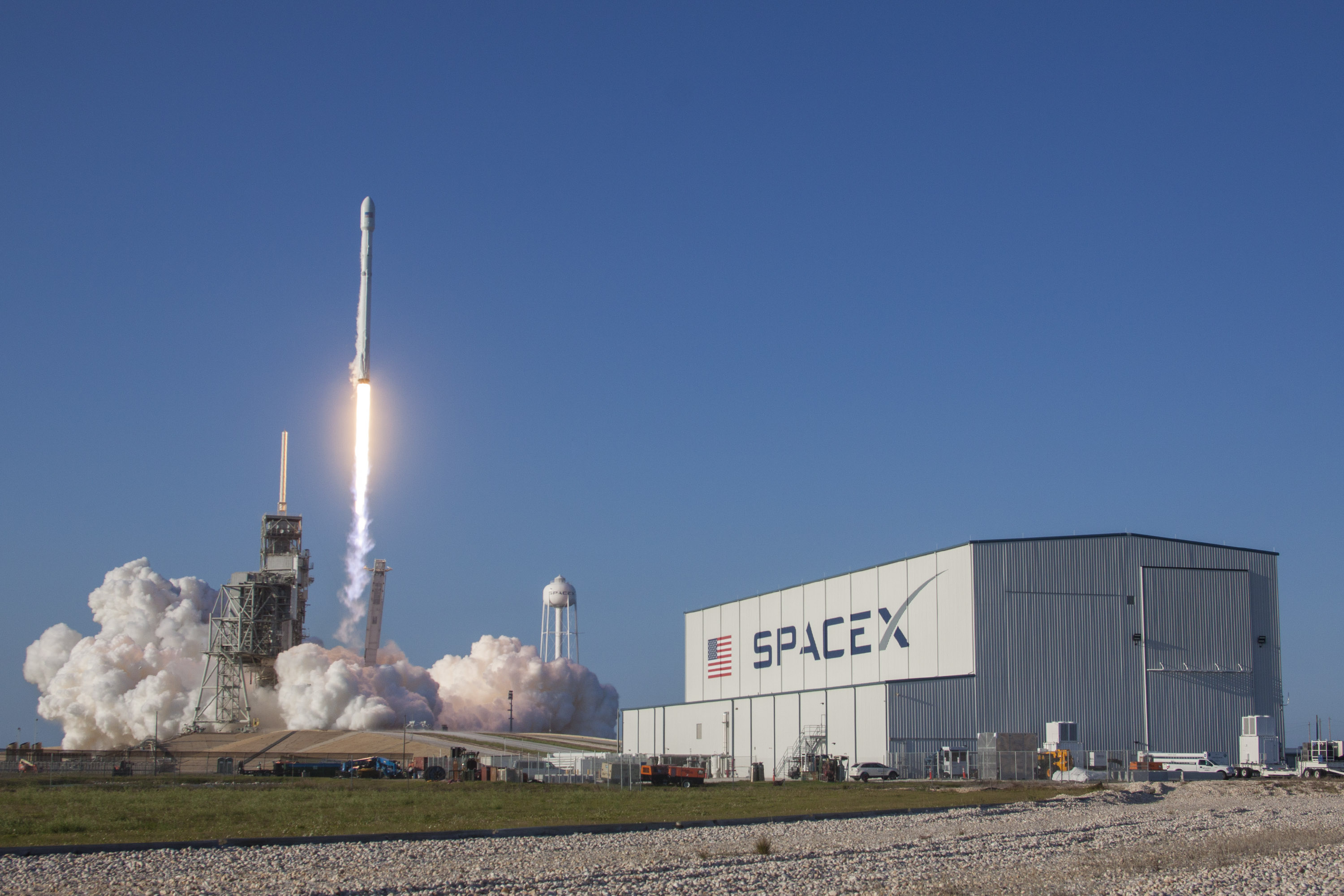
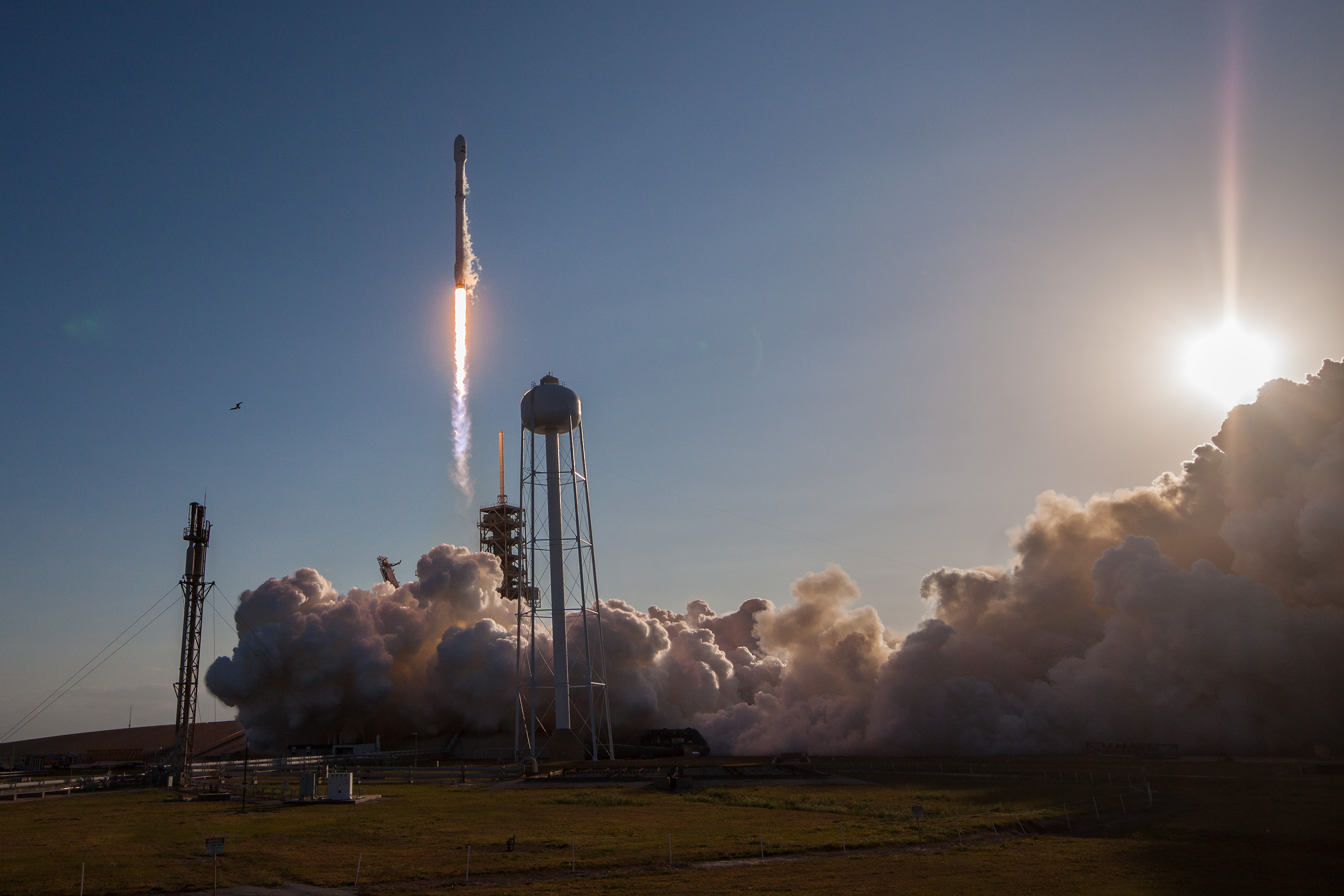
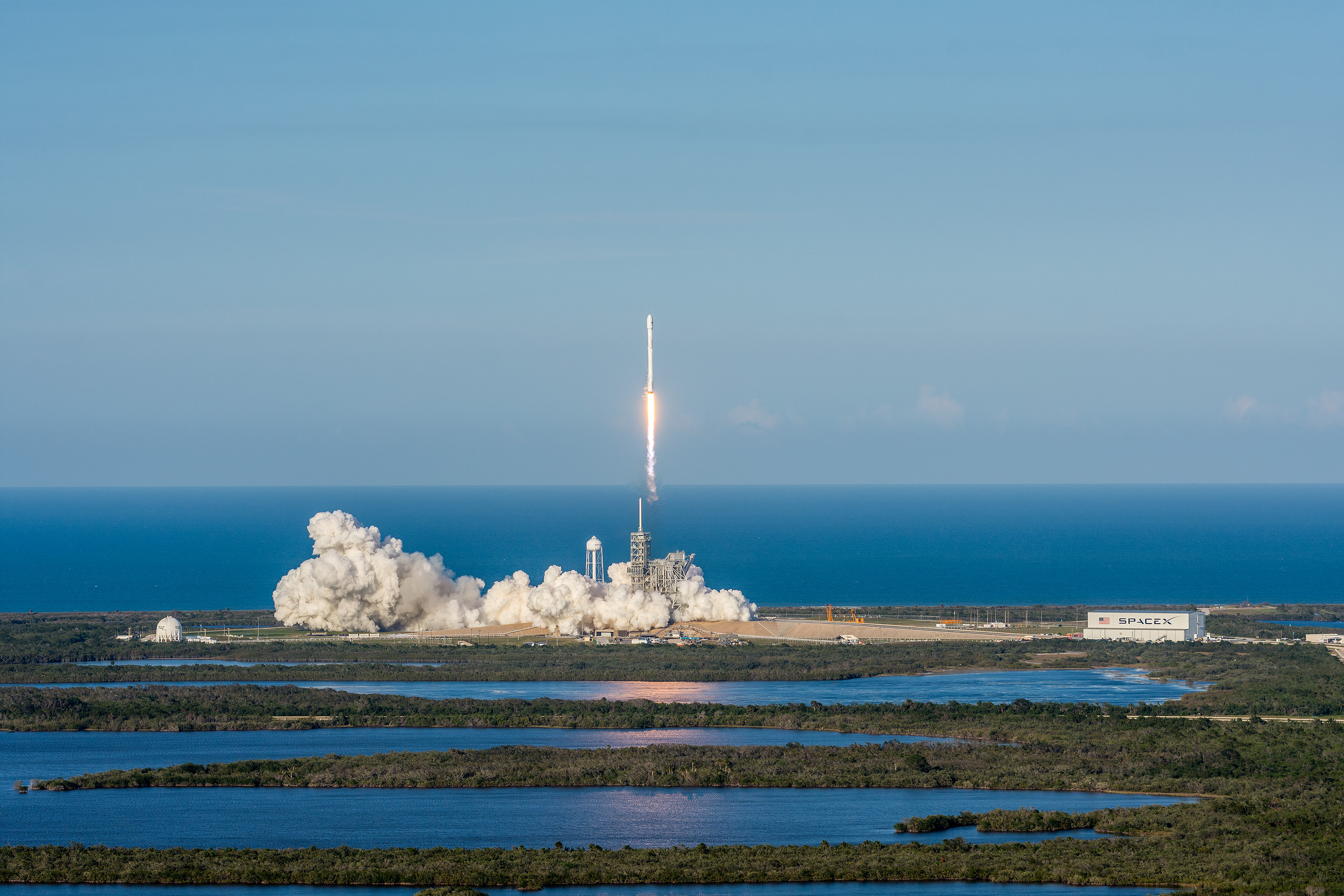

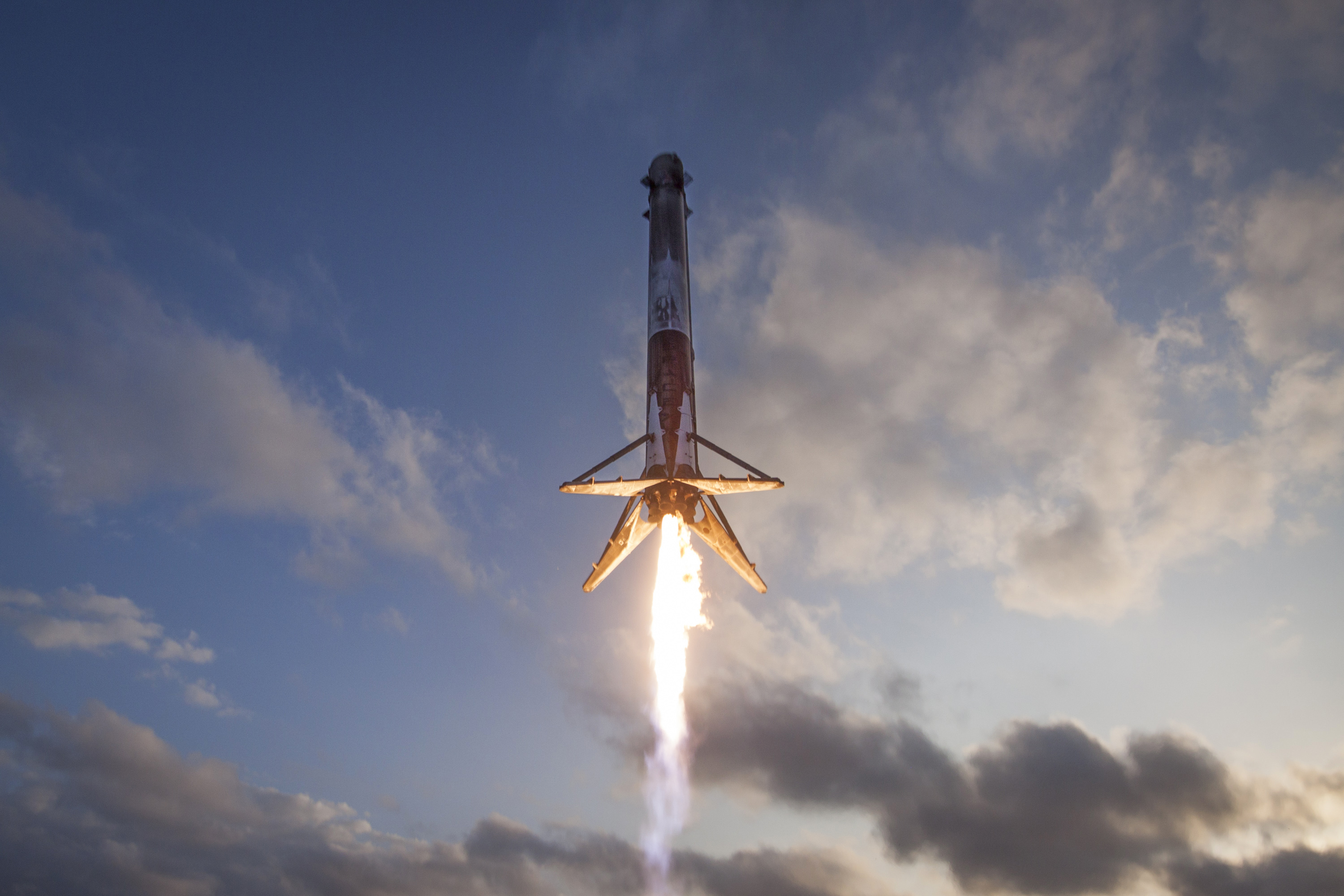
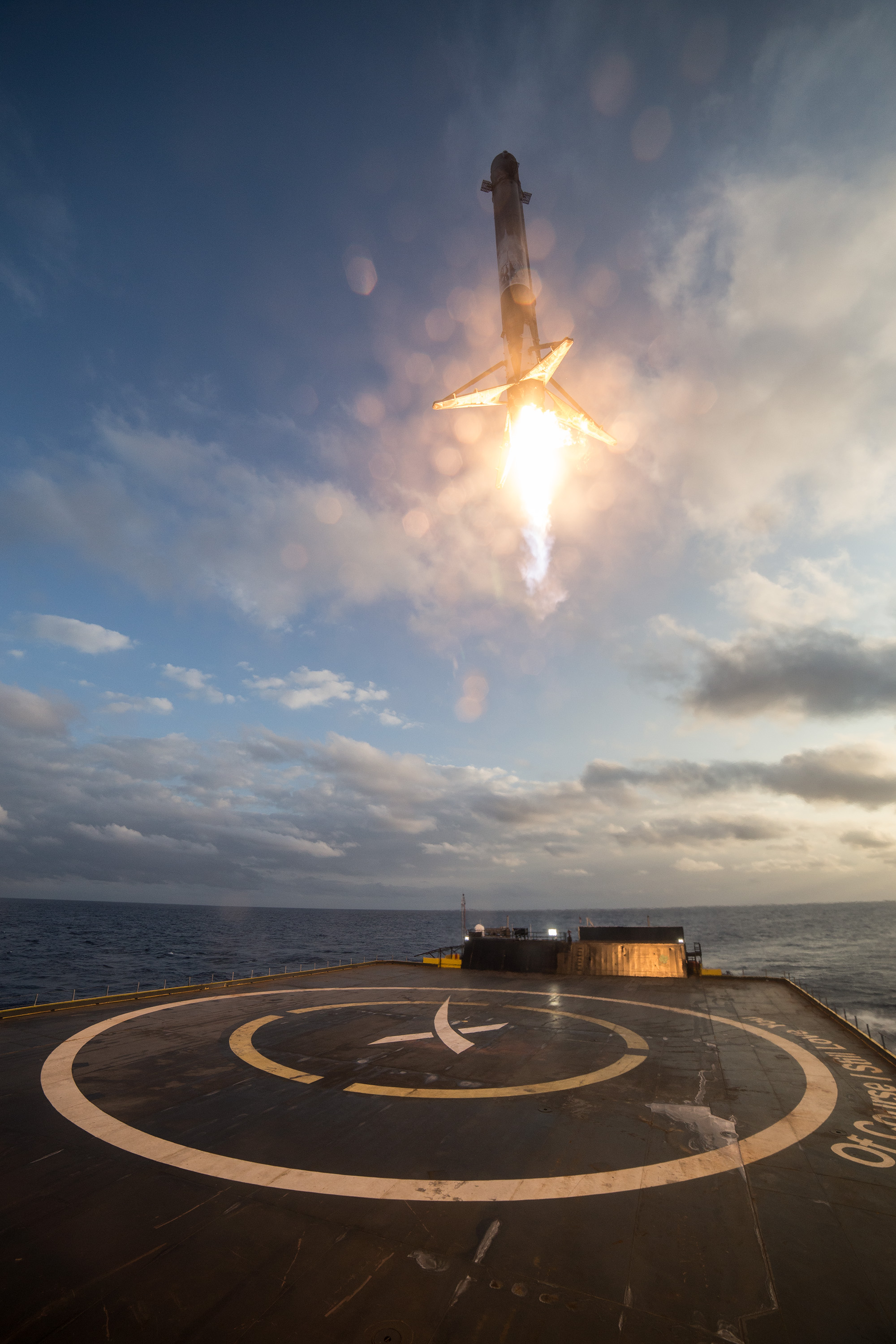
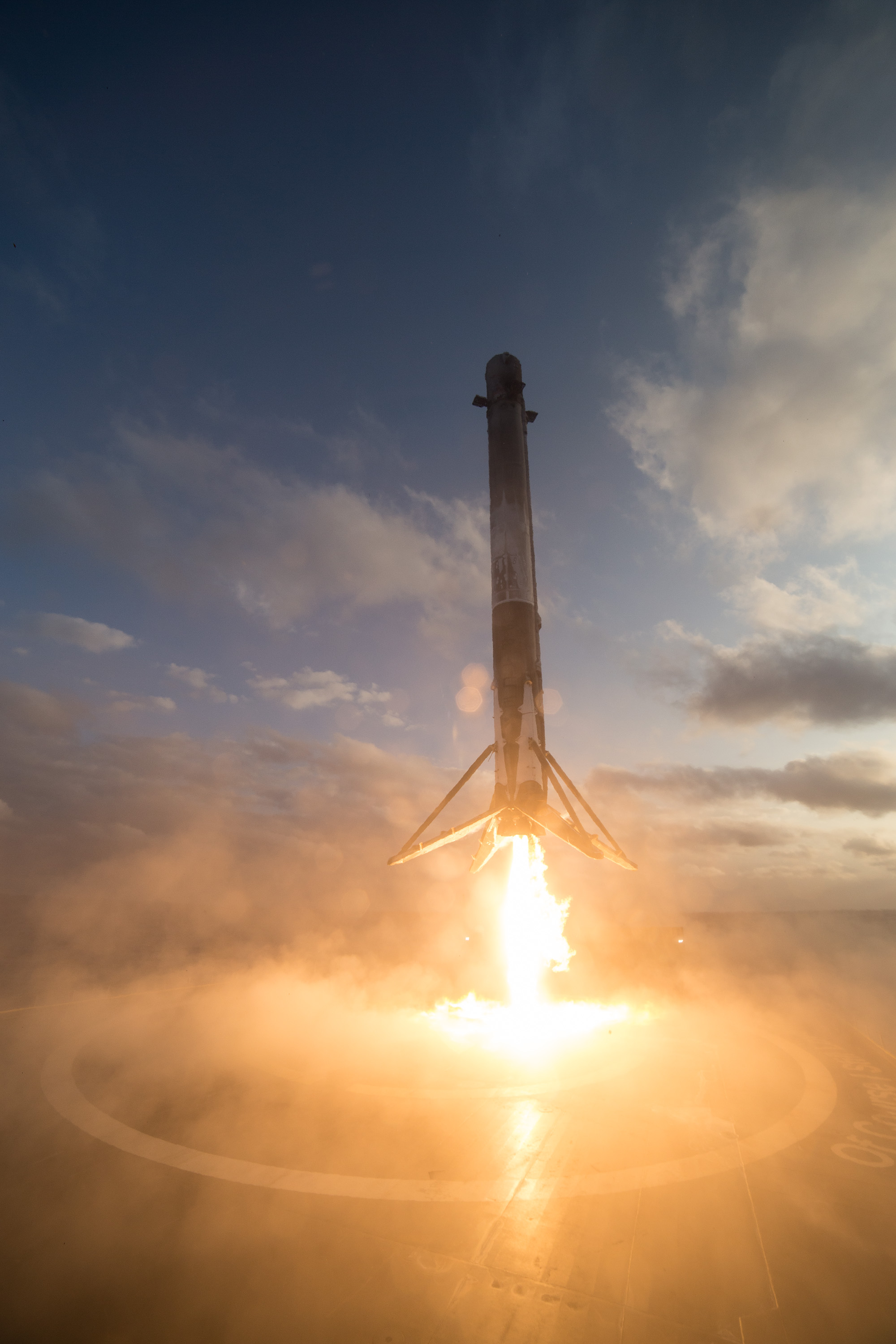
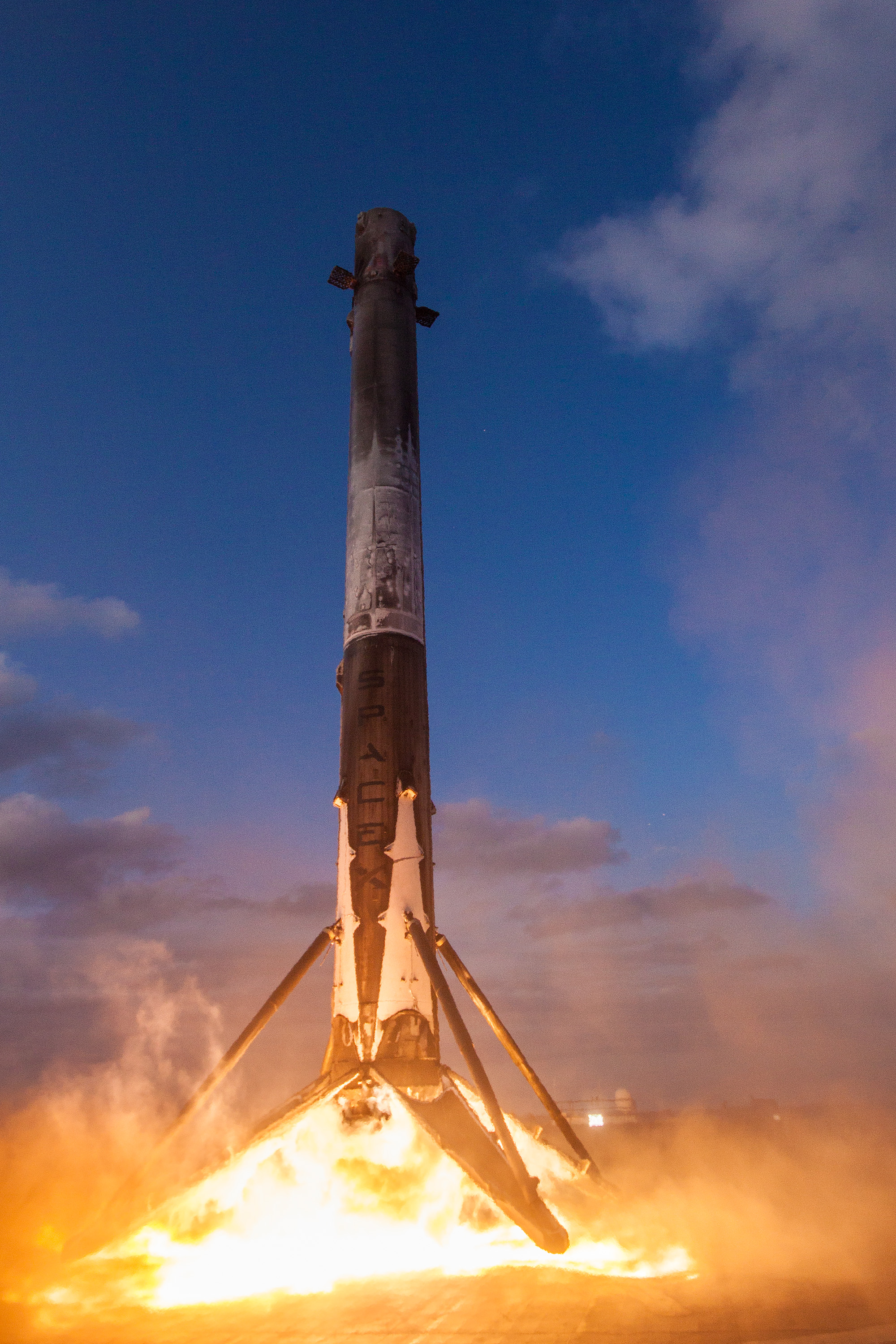
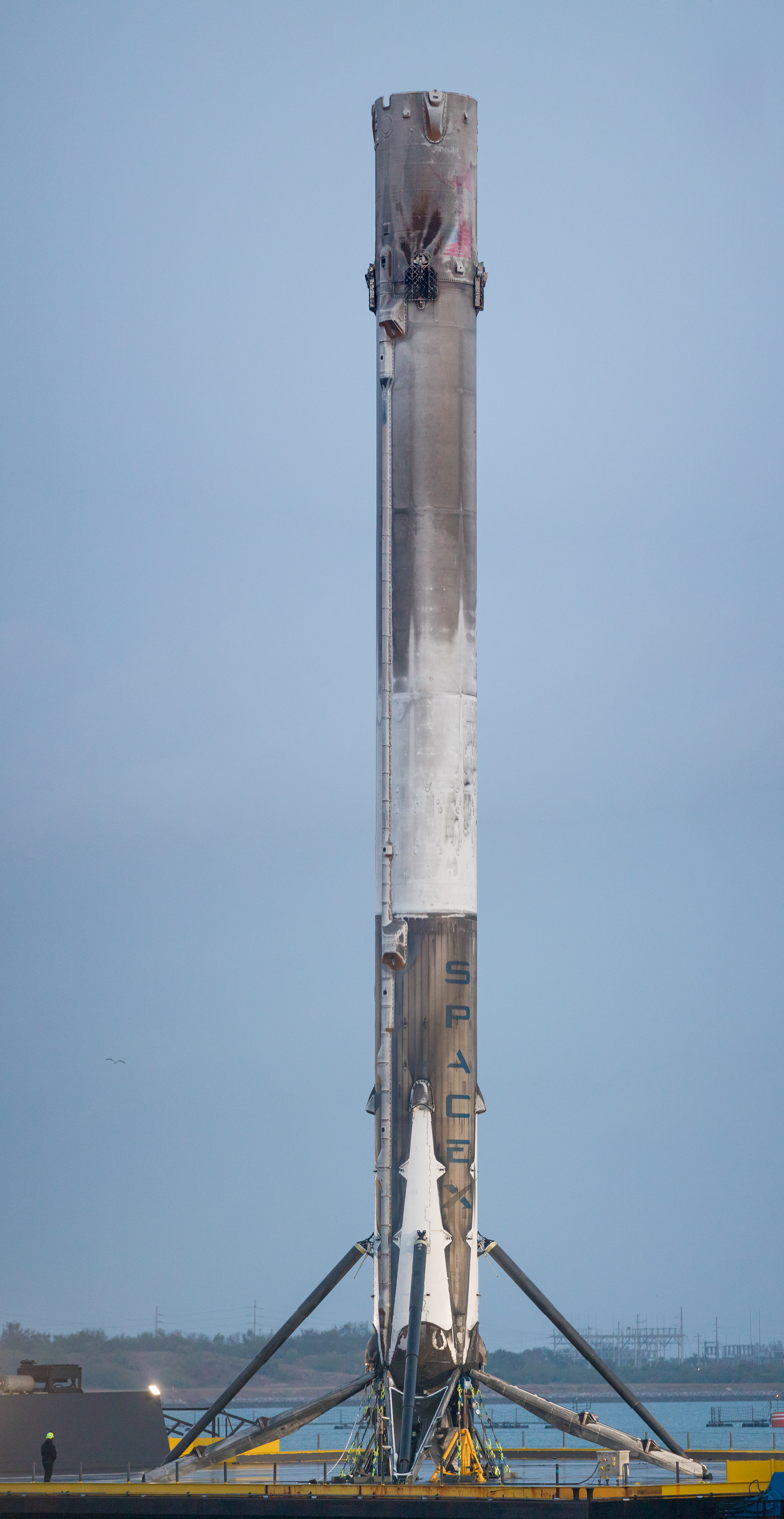